# Schloss Pfaffroda

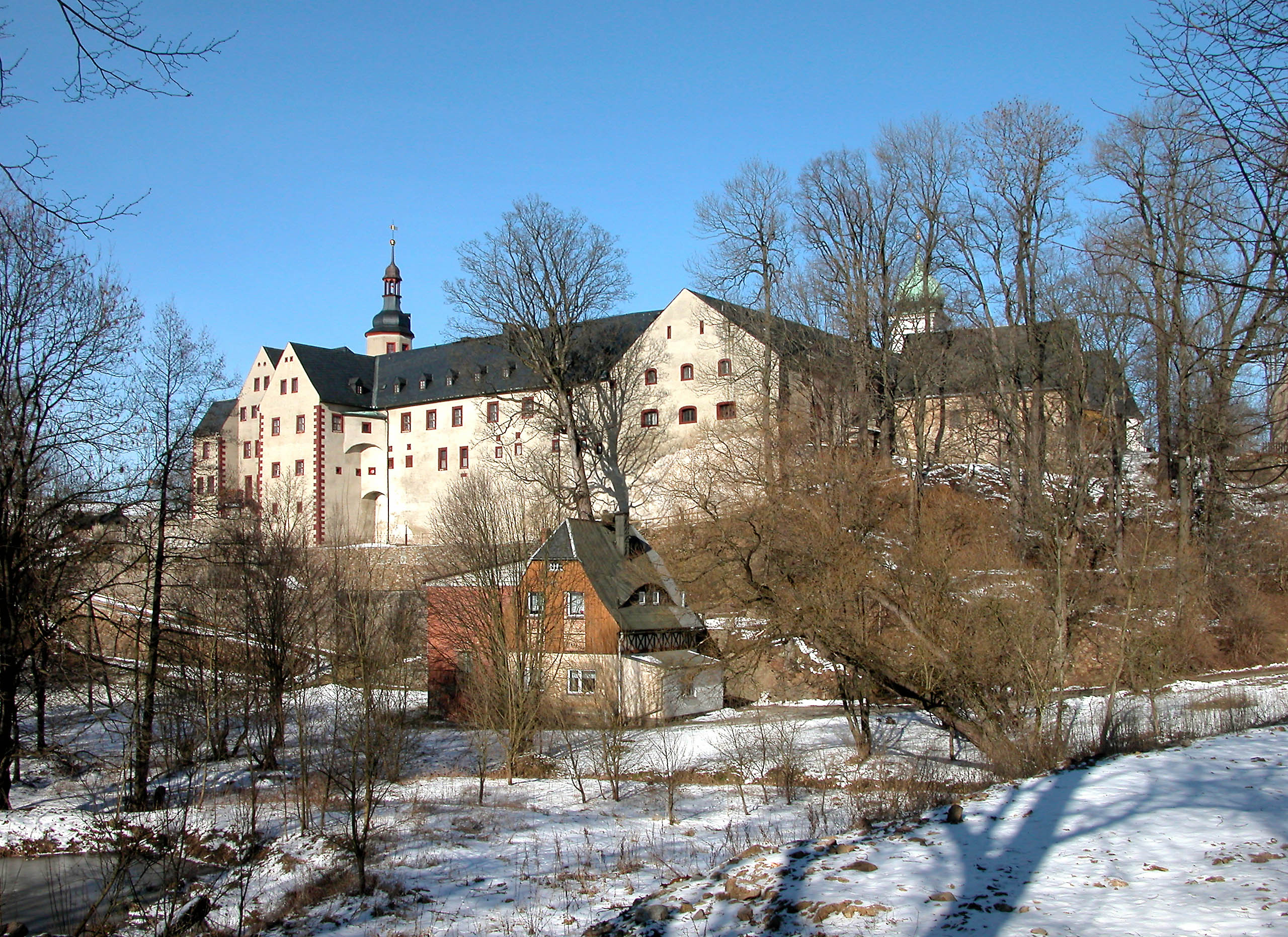
Schloss Pfaffroda

Schloss Pfaffroda liegt auf einem Felsvorsprung in Pfaffroda (Stadt Olbernhau), Erzgebirgskreis, wurde erstmals 1512 als Rittergut erwähnt, im Dreißigjährigen Krieg teilweise zerstört und nach 1650 wiedererrichtet und erweitert.

## Lage
Das Schloß liegt im Süden von Pfaffroda auf einem nach Südwesten gerichteten Bergsporn über dem Bielabach.

## Geschichte

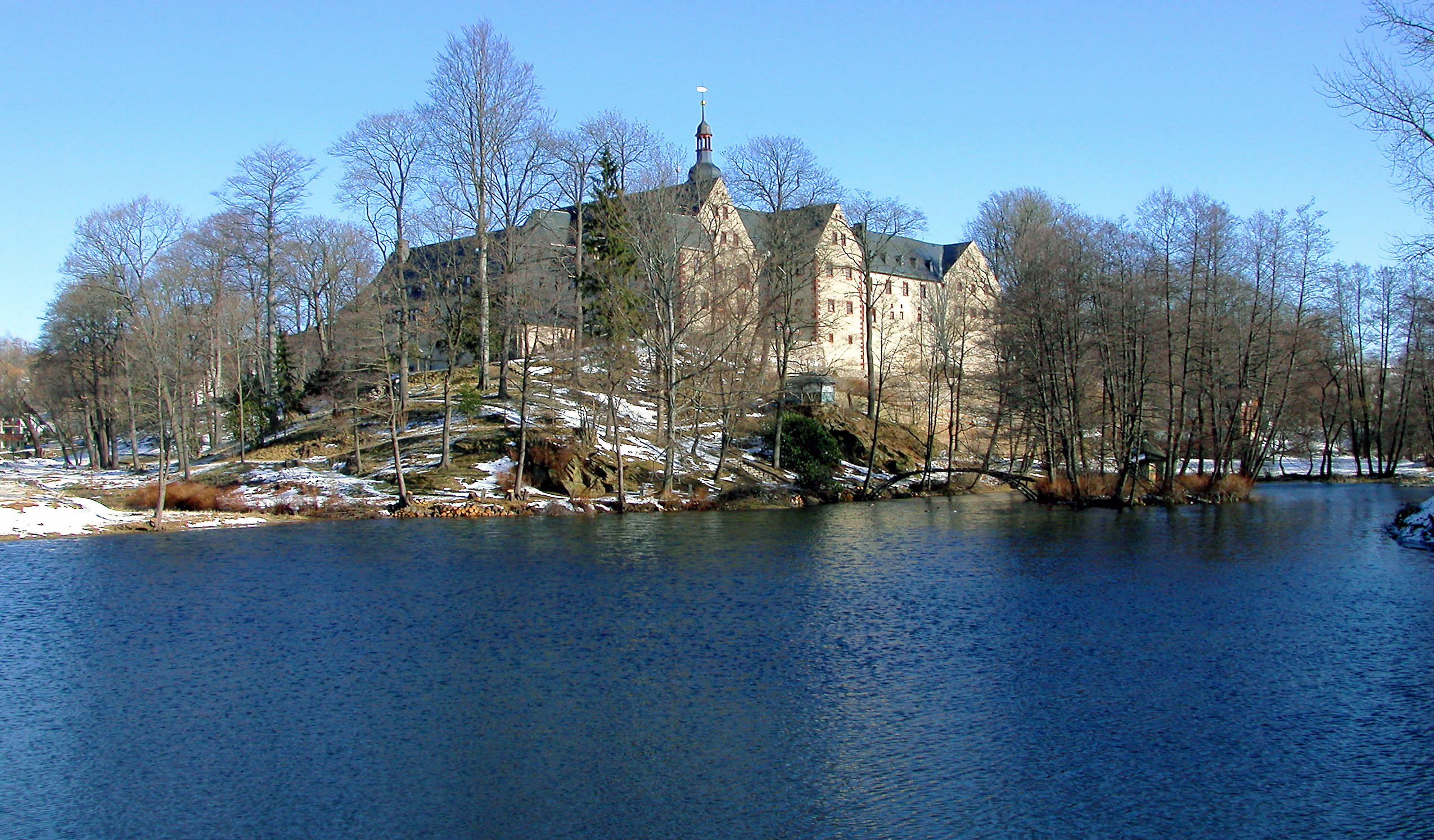
Schlossteich

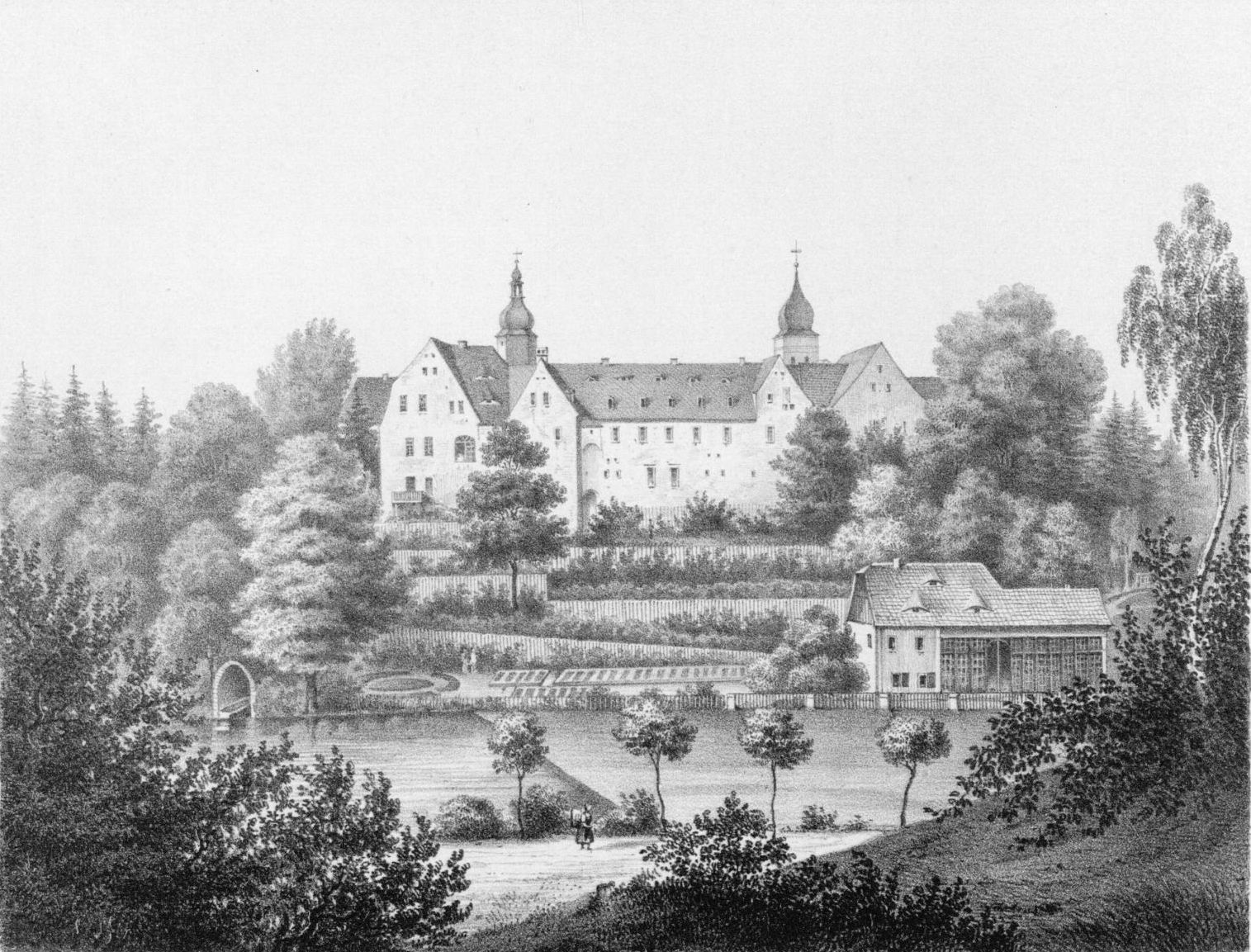
Schloss Pfaffroda in einer Ansicht von 1859

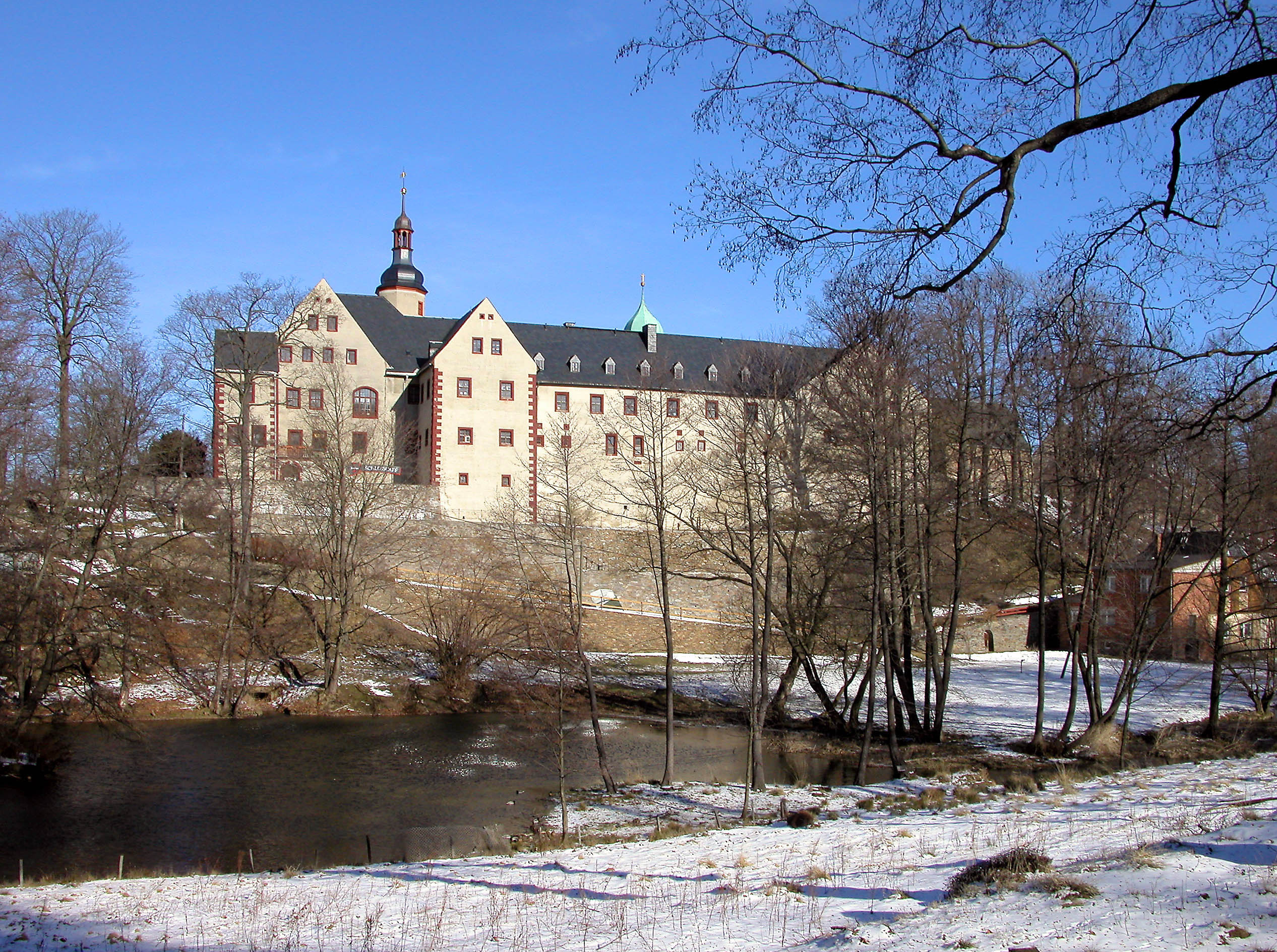
Schloss Pfaffroda (2004)

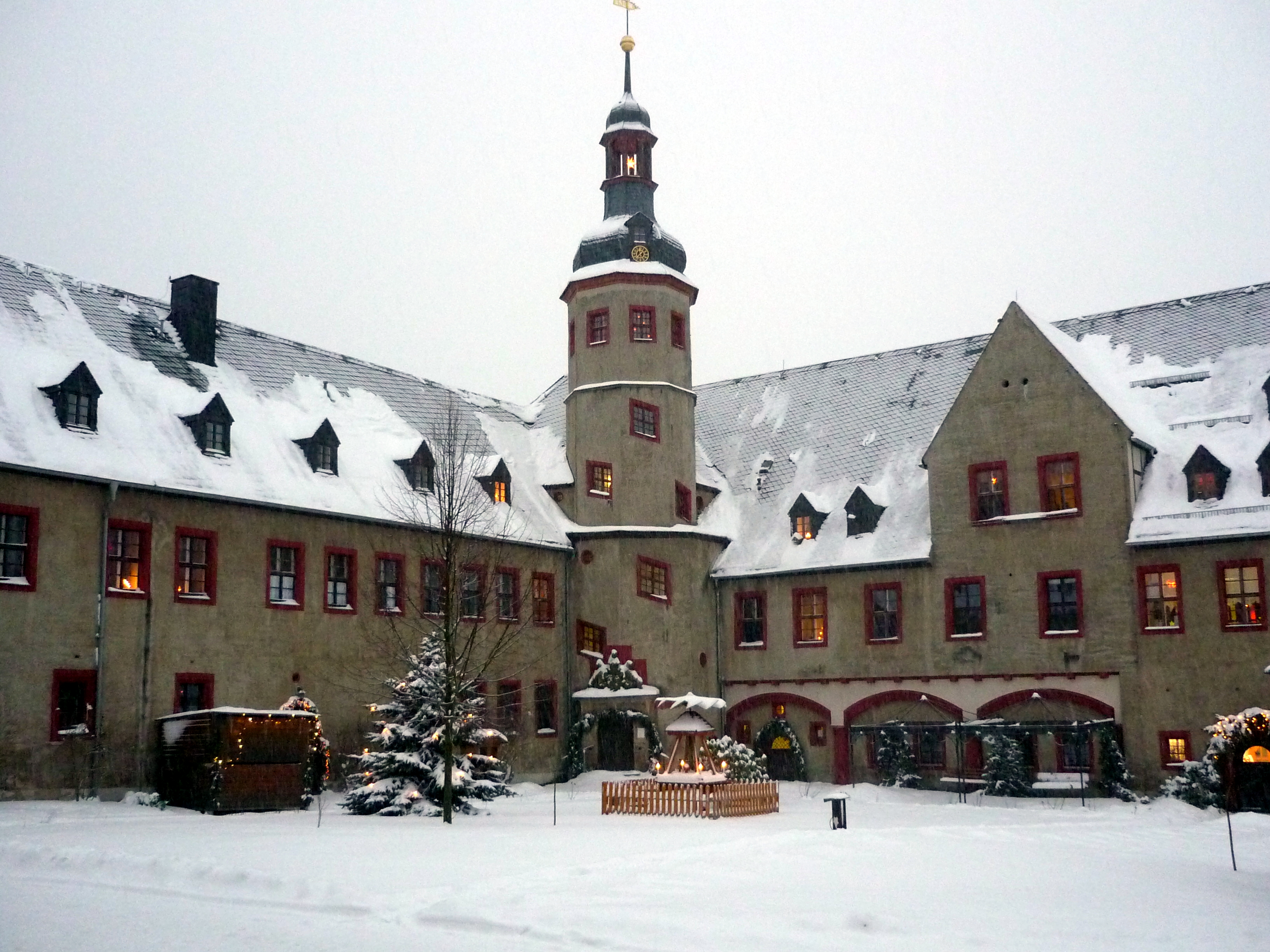
Schlosshof und Turm

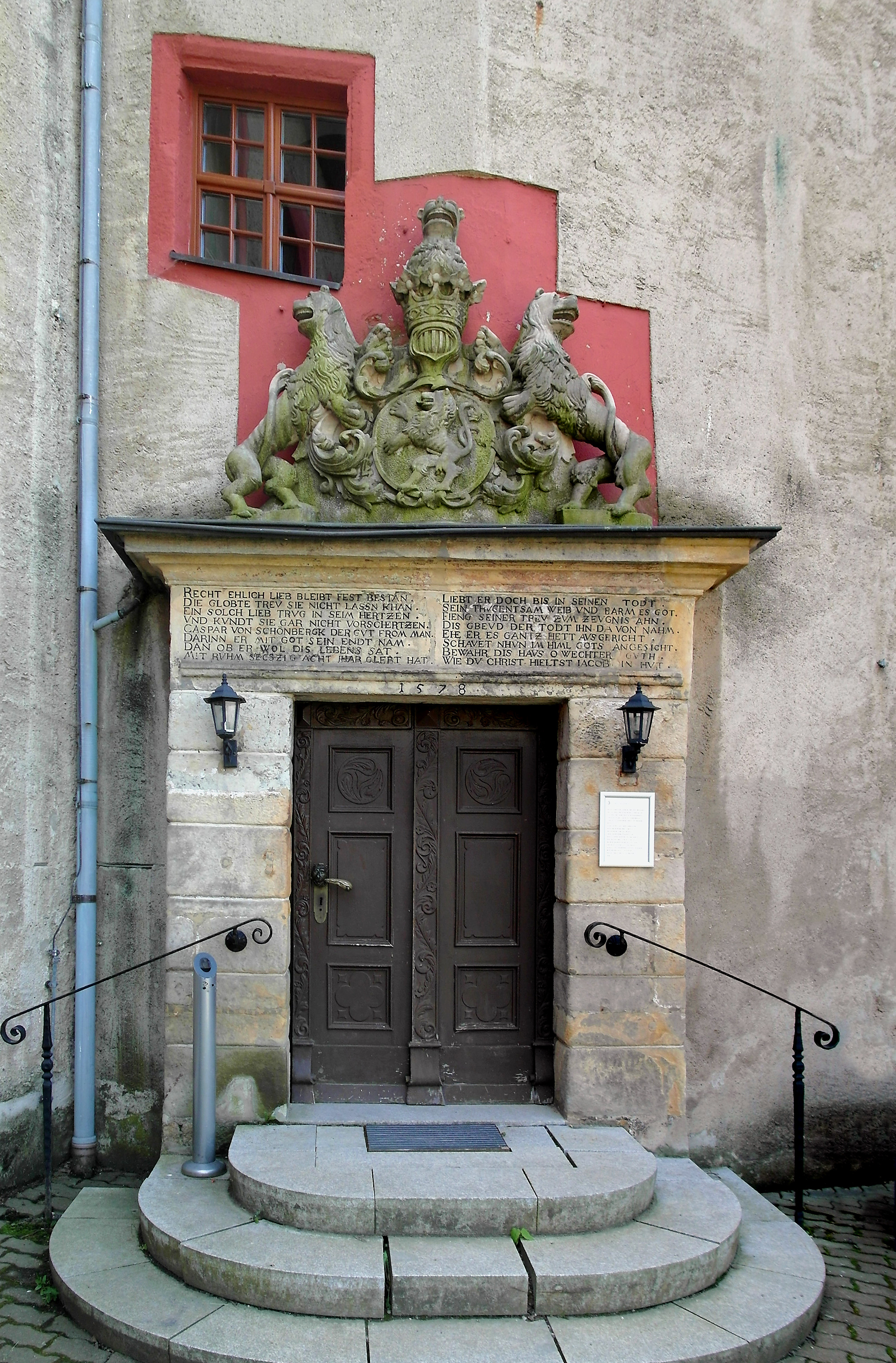
Portal mit Schönberg-Wappen

Anfang des 13. Jahrhunderts legten Weltgeistliche des Klosters Ossegg den Hof Pfaffroda an. Die erste urkundliche Erwähnung als Rittergut stammt aus dem Jahre 1512. Zwischen 1352 und 1389 erwarb Peter von Schönberg die Herrschaft Sayda einschließlich Purschenstein und Pfaffroda als Lehen der Burggrafen von Meißen. Mit dem Tod des letztern meinheringischen Burggrafen Heinrich II. in der Schlacht bei Aussig 1426 rückten die Markgrafen von Meißen in die Stellung als Lehnsherren ein. Die Schönbergs blieben Inhaber der Herrschaft Purschenstein. Wie viele andere Besitztümer der Familie v. Schönberg wurde damit auch diese Herrschaft ein Lehen der Wettiner.
1480 reiste Caspar von Schönberg auf Frauenstein und Pfaffroda nach Rom und verpflichtete sich, die durch eine Feuersbrunst zerstörte Kirche wieder aufzubauen. Daraufhin stellte ihm Papst Sixtus IV einen Ablassbrief aus. Caspar heiratete in zweiter Ehe Barbara geborene von Bünau und sie erbauten 1575–1578 das Schloss. Das Renaissanceportal mit dem Allianzwappen am Südwestgiebel des Schlosses blieb seit 1578 erhalten. Caspar war kurfürstlicher Kammerherr, Oberberghauptmann und Amtshauptmann. Der Dreißigjährige Krieg zog Schloss, Kirche und Ortschaft stark in Mitleidenschaft.
Caspar-Heinrich, der wohl bekannteste Besitzer von Pfaffroda, gewährte den böhmischen Exulanten während des Dreißigjährigen Krieges in seiner Herrschaft Purschenstein eine neue Heimat. Doch die Folgen des Krieges waren für die Familie von Schönberg verheerend, sie konnten nicht alle ihre Besitztümer erhalten. Der Kurfürstlich-sächsische Oberberghauptmann Georg Friedrich von Schönberg, aus dem Sachsenburger Hauptzweig, erwarb noch kurz vor seinem Tode im Jahr 1650, von Caspar Heinrichs Sohn August Pfaffroda. Das Rittergut Pfaffroda wurde wohl damals Allod, also freies Eigentum. Georg Friedrichs Sohn Caspar, auch sein Nachfolger im Amt des Oberberghauptmanns, kaufte noch Dörnthal hinzu.
Beim Durchzug der napoleonischen Truppen im August 1813 übernachtete der König von Neapel Joachim Murat auf dem Schloss Pfaffroda.
Carl Alexander von Schönberg (1857–1928) hinterließ Pfaffroda seinem Adoptivsohn Alfons Diener von Schönberg, Sohn seiner Schwester Sara, dem ausgewiesenen Kenner der Schönberg’schen Geschichte im 20. Jahrhundert.
Nach dem Zweiten Weltkrieg enteignete die Sächsische Verwaltung Großgrundbesitzer und Fabrikanten, was Schloss Pfaffroda und seinen Besitzer Hubertus Diener von Schönberg auch betraf. Zwischen 1946 und 1990 diente der Komplex verschiedenen Zwecken, unter anderem gab es hier ein Altenheim und ein Museum.

## Nach 1945
1945 wurde das Schloss Pfaffroda seiner äußerst wertvollen und umfangreichen Ausstattung beraubt. Die dazugehörenden Ländereien und großen Waldungen sind im Zuge der Zwangsenteignungen aufgeteilt und das Schloss ging in das Volkseigentum der DDR über und wurde bis zum Jahr 2016 als Pflegeheim betrieben.
Nach der Enteignung durch die Rote Armee wurden im Schloss Flüchtlinge und Vertriebene aus den deutschen Ostgebieten untergebracht, die teilweise bis zu ihrem Tod dort eine Bleibe fanden. Ab 1947 diente es als Feierabendheim (d. h. Pflegeheim). Zeitweise wohnten 140 Personen in dem Anwesen. Ein Schornsteinbrand am 4. Dezember 1953 zerstörte den Südflügel und die Turmspitze. Bis 1956 baute man den Südflügel wieder auf, der Turm wurde mit einem Behelfsdach abgedeckt. Die Turmspitze wurde erst 2001 in ursprünglicher Form wiederhergestellt.
Nach der politischen Wende wurde das Feierabendheim als Pflegeheim des Landkreises Marienberg weiter betrieben. 1999 wurde mit einer Ausstellung zur Schloss- und Zeitgeschichte im Ostflügel (ehemaliger Stall) begonnen. Dabei fand man 2002 bei Arbeiten in den Ausstellungsräumen acht Luntenschlossgewehre aus dem Jahr 1660 und ein vergoldeter Harnischkragen des Kurfürsten Johann Georg II. aus dem Jahr 1664. Die Gewehre konnten der Rüstkammer des Schlosses Pfaffroda zugeordnet werden. Der Harnischkragen ist Eigentum der Dresdner Rüstkammer, die ab 1943 im Schloss zum Schutz vor Zerstörung eingelagert war. Seit 2004 ist die Gruft auf dem Gelände wieder im Besitz der Familie von Schönberg. Hubertus Diener von Schönberg wurde dort am 14. August 2004 beigesetzt.
Auf Grund starker Sanierungsbedürftigkeit an Dach und Gebäudehülle, entschieden sich 2015 die Sozialbetriebe Mittleres Erzgebirge gGmbH, als Träger der Pflegeeinrichtung mit 65 Bewohnern, diese zu schließen. Im Frühjahr 2017 kauften Joachim Heinrich Diener von Schönberg und dessen Bruder Carl-Alexander Diener von Schönberg für 60.000 Euro das mittlerweile leerstehende Schloss. Die beiden Söhne von Hubertus Diener von Schönberg gründeten die Stiftung „Alfons Diener von Schönberg“ und wollen aus den Einnahmen das Schloss sanieren und eine Wald- und Forstakademie mit dazugehörigem Hotelbereich etablieren. Seit Mai 2018 lebt Helene Margarete von Schönberg im Schloss. Daneben betreibt das Kultur- und Sozialzentrum Schloß Pfaffroda eine Ausstellung zur Schlossgeschichte. Die Ausstellung zur DDR 1949 bis 1990 wurde 2018 aufgelöst. Zur Adventszeit findet im Schlosshof ein Weihnachtsmarkt statt.
Im Sommer besuchen Erholungssuchende und Touristen den Schlosspark und die in der Nähe angelegten Teiche.

## Ehemalige Burganlage
Die vormalige Burg befand sich in Spornlage auf einem Felsen. Das Areal von etwa 75 m Durchmesser wurde durch ein Renaissanceschloß überbaut, das größer als die ehemalige Burg ist. Laut Volkmar Geupel gab es bis 1983 keine Funde im Burgareal. Eine leichte Senke im Schloßhof könnte nach Geupel den Verlauf eines Burggrabens mutmaßlich anzeigen. Der Abstand von dieser Senke bis zur Spornspitze ist etwa 40 m.
Am 14. Januar 1981 wurde der Burgstall als Bodendenkmal eingetragen.